# Zona Sul de Manaus
A Zona Sul de Manaus é uma região administrativa estabelecida pela prefeitura de Manaus englobando 25 bairros da área urbana do município. De acordo com dados do censo promovido pelo Instituto Brasileiro de Geografia e Estatística (IBGE) em 2017, a região tem uma população de 338,8 mil habitantes e renda média por habitante de R$ 805,00.

## Definição
O Japiim é seu bairro mais populoso, com 63 092 habitantes em 2017. É na região sul onde se localiza os bairros mais antigos da capital amazonense.
O bairro Centro possui origens ligadas à fundação da cidade. Abriga o Centro Histórico de Manaus, além de diversas áreas comerciais e residenciais. Com um forte apelo turístico, o bairro abriga teatros, museus, praças, parques, igrejas, escolas  e residências históricas, todos datados do período da Belle Époque. Dentre os locais mais conhecidos destacam-se o Teatro Amazonas e seu entorno (o Largo de São Sebastião), o Mercado Municipal Adolpho Lisboa, a Biblioteca Pública do Amazonas, o Teatro da Instalação, a Praça XV de Novembro (Praça da Matriz), o Relógio Municipal, a Estação Hidroviária do Amazonas, o Palacete Provincial, o Palácio Rio Negro, o Paço da Liberdade, o Palácio Rio Branco, o Museu Amazônico, o Museu Casa de Eduardo Ribeiro, o Palácio da Justiça, a Praça 5 de Setembro (Praça da Saudade) e seus jardins e o Parque Senador Jefferson Peres.
Outros bairros históricos são Nossa Senhora Aparecida e Cachoeirinha. No primeiro, encontramos forte influência portuguesa em seu casario antigo, além de locais como as Igrejas de Nossa Senhora Aparecida e Nossa Senhora do Perpétuo Socorro, a fachada da cervejaria Miranda Corrêa, e a ilha militar de São Vicente. O bairro também é o reduto da escola de samba Mocidade Independente de Aparecida.
Já a Cachoeirinha, um dos primeiros bairros planejados de Manaus, abriga a Capela do Pobre Diabo, a Igreja de Santa Rita de Cássia e a Ponte de Ferro Benjamin Constant. Já entre as construções contemporâneas, temos  o Largo do Mestre Chico, o Terminal de Integração da Cachoeirinha - T2, o Hospital Geral Adriano Jorge, a Fundação Alfredo da Matta, e duas unidades da Universidade do Estado do Amazonas - UEA:  a Escola Superior de Ciências da Saúde (ESA) e a Escola Superior de Ciências Sociais (ESO).

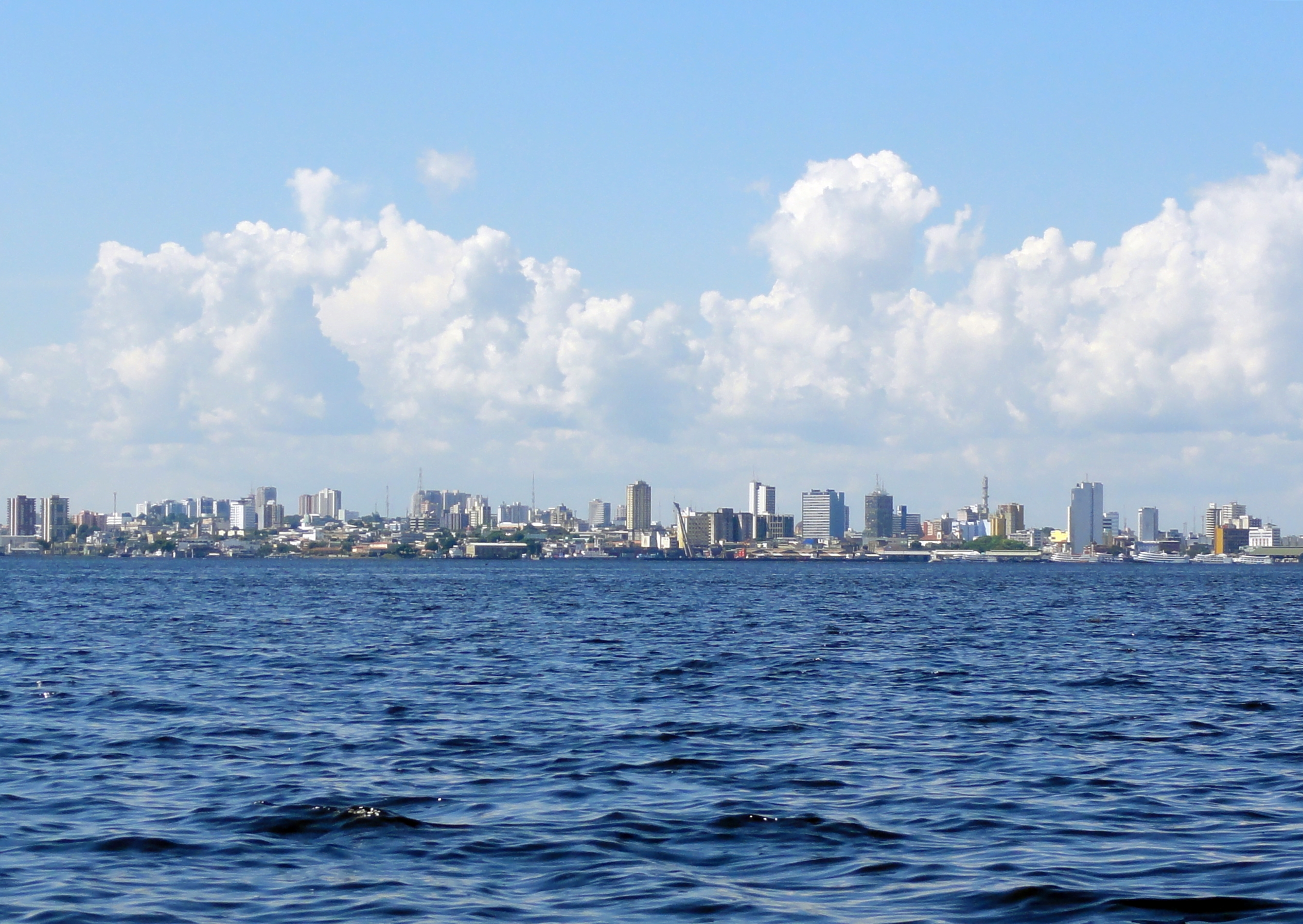
Zona Sul de Manaus a partir do rio Negro.

Conhecido como "o Berço do Samba", o popular bairro da Praça 14 de Janeiro concentra a escola de samba mais antiga da cidade em atividade, a Vitória Régia. Nele também se situa o segundo maior quilombo urbano do Brasil, a Comunidade do Barranco, reconhecida pela Fundação Cultural Palmares. Outros pontos são a Igreja de Nossa Senhora de Fátima, o Hospital Universitário Getúlio Vargas - HUGV, o Santuário de São José Operário, o Museu do Índio, as faculdades de Medicina e Odontologia da Universidade Federal do Amazonas, e a Escola Superior de Artes e Turismo (ESAT) da Universidade do Estado do Amazonas.
Também ligado ao samba, o Morro da Liberdade é sede da escola de samba Reino Unido da Liberdade.
Outro bairro de fortes tradições populares é o Educandos, reduto de diversos grupos folclóricos juninos. A região do bairro é cercada pelas águas do rio Negro, interligando-se aos demais bairros por meio de pontes.
O bairro do Crespo abriga o Centro Cultural Povos da Amazônia (complexo de museu e arena multiuso) e a Fundação Rede Amazônica.

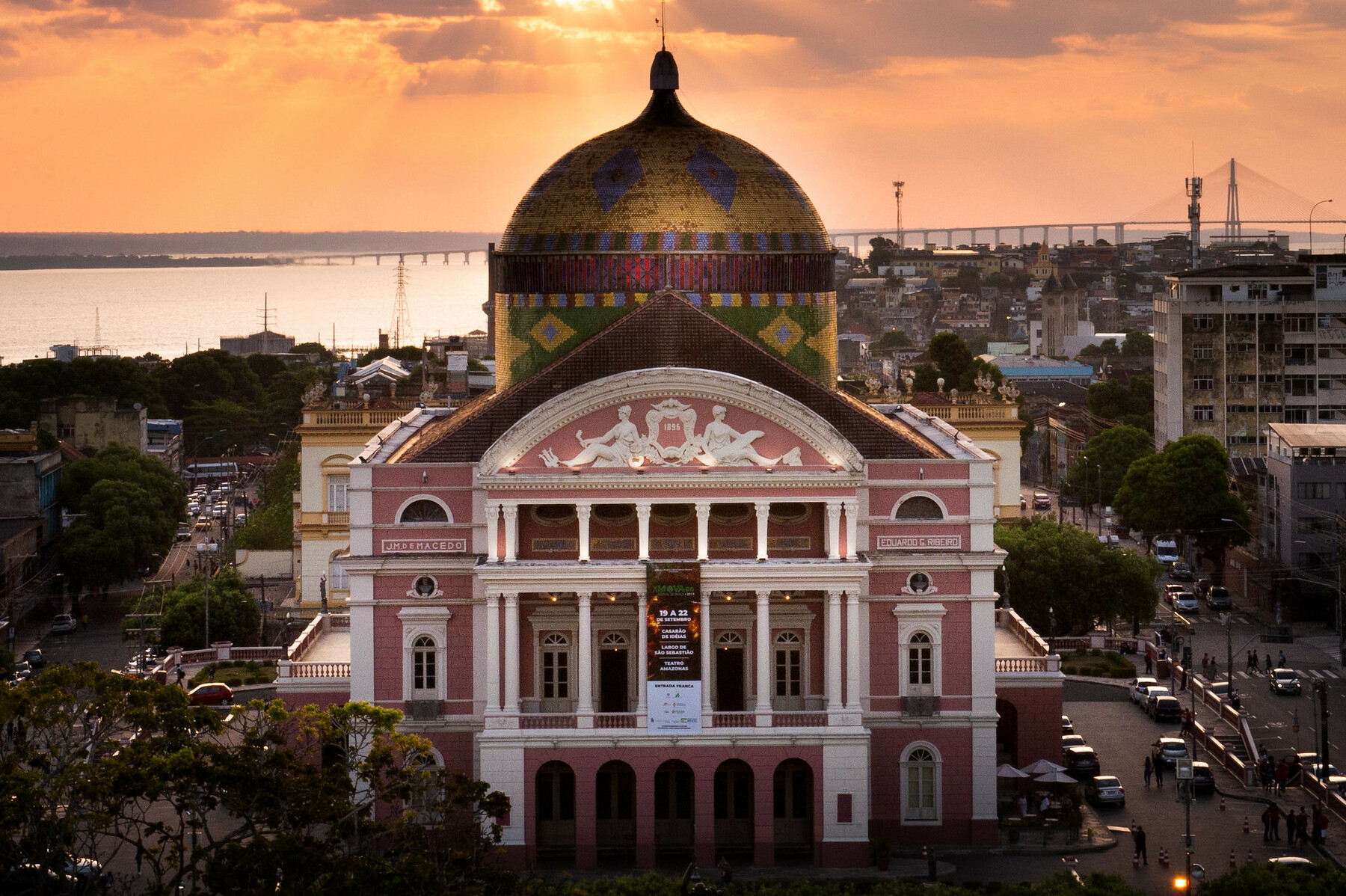
Teatro Amazonas

Os bairros Betânia, Colônia Oliveira Machado, São Lázaro, Santa Luzia, Raiz, Presidente Vargas e São Francisco são predominantemente residenciais, abrigando populações de classe média baixa e baixa.
O bairro do Japiim reúne áreas de classe média, como o conjunto 31 de Março, e de classe baixa, como a Japiinlândia. Nele se situa o Parque Lagoa Senador Arthur Virgílio Filho, conhecido como Lagoa do Japiim.
O Bosque da Ciência do INPA e a sede do Corpo de Bombeiros do Amazonas se localizam no bairro de Petrópolis.
Fortemente militar, o bairro de Vila Buriti é totalmente residencial, criado para abrigar militares das Forças Armadas que atuam na região amazônica. Abriga a base área de Ponta Pelada.
O bairro do Distrito Industrial I engloba o primeiro parque fabril do Pólo Industrial de Manaus. É cercado de fábricas e sedes de empresas locais, nacionais e internacionais. Onde também se encontra o bairro de Mauazinho. Nele, (Distrito Industrial I), está a sede da SUFRAMA e o Centro de Biotecnologia da Amazônia.

## Bairros

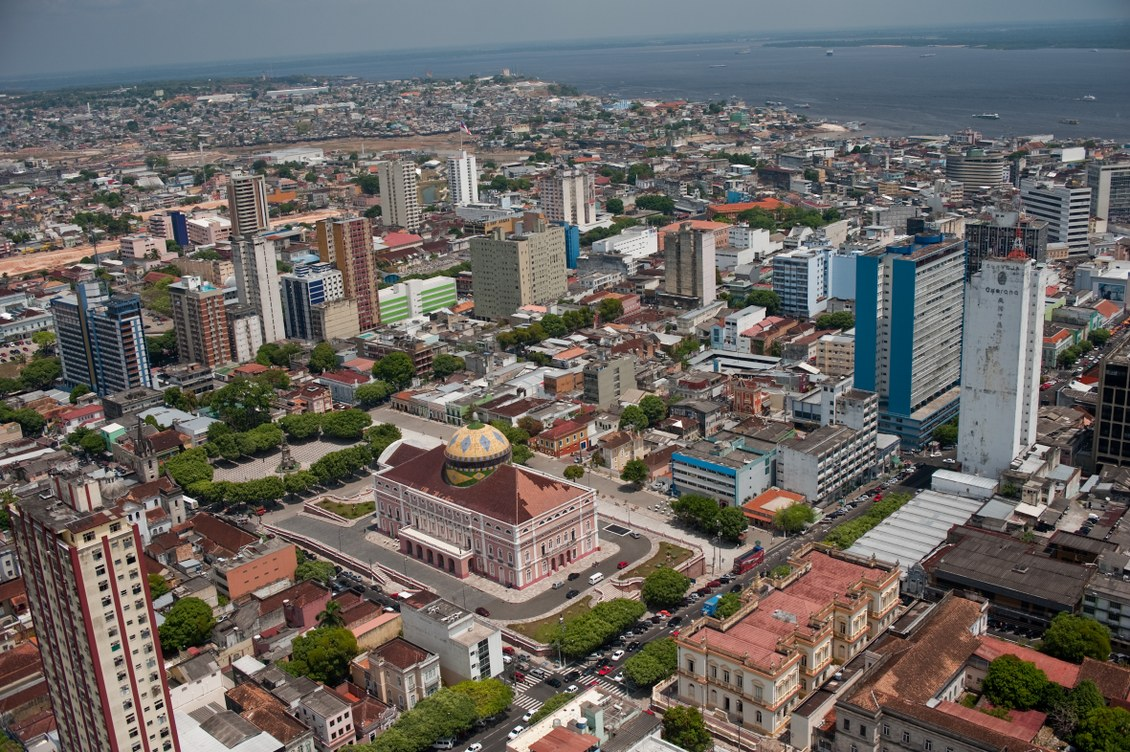
Centro Histórico de Manaus

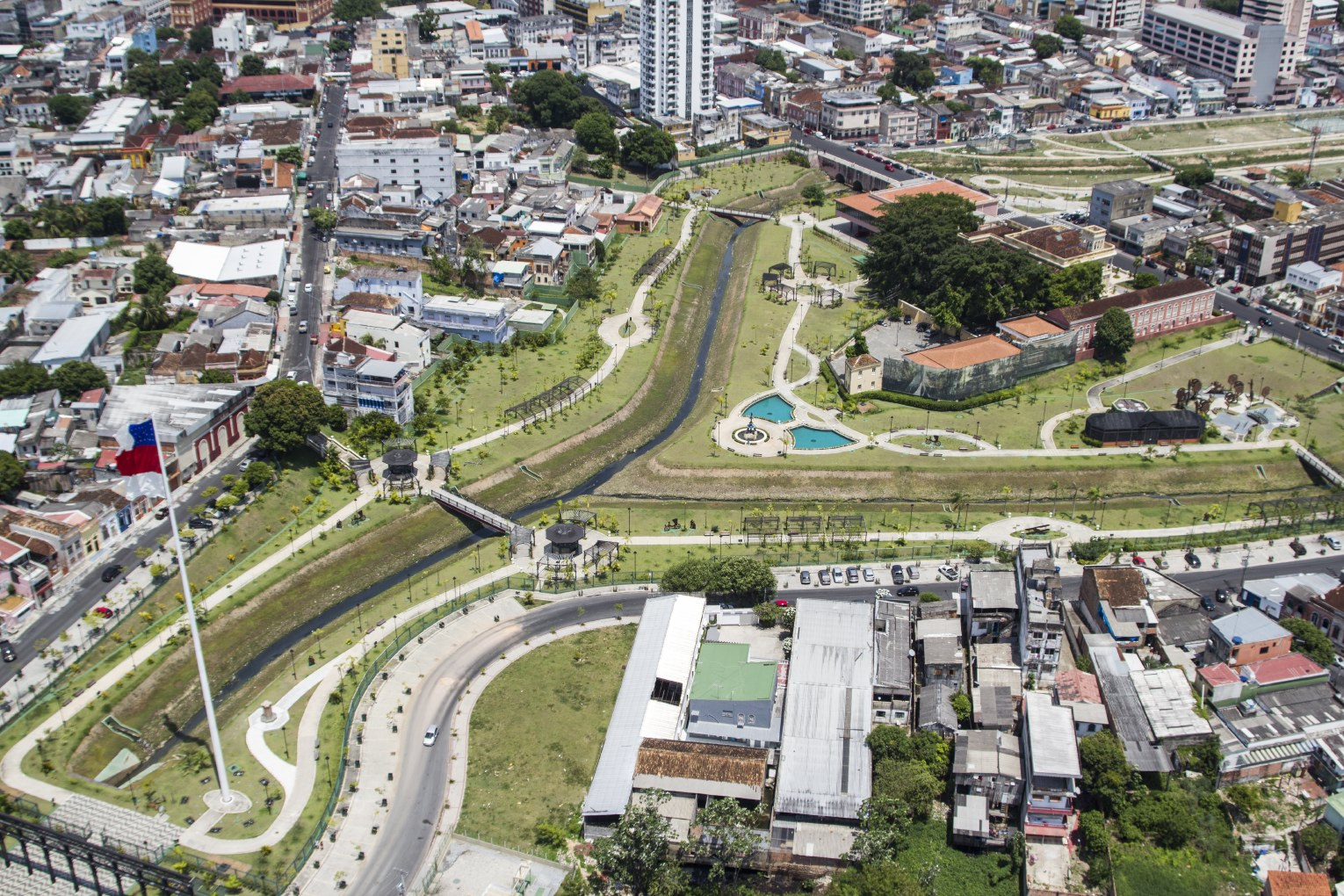
Parque Senador Jefferson Péres

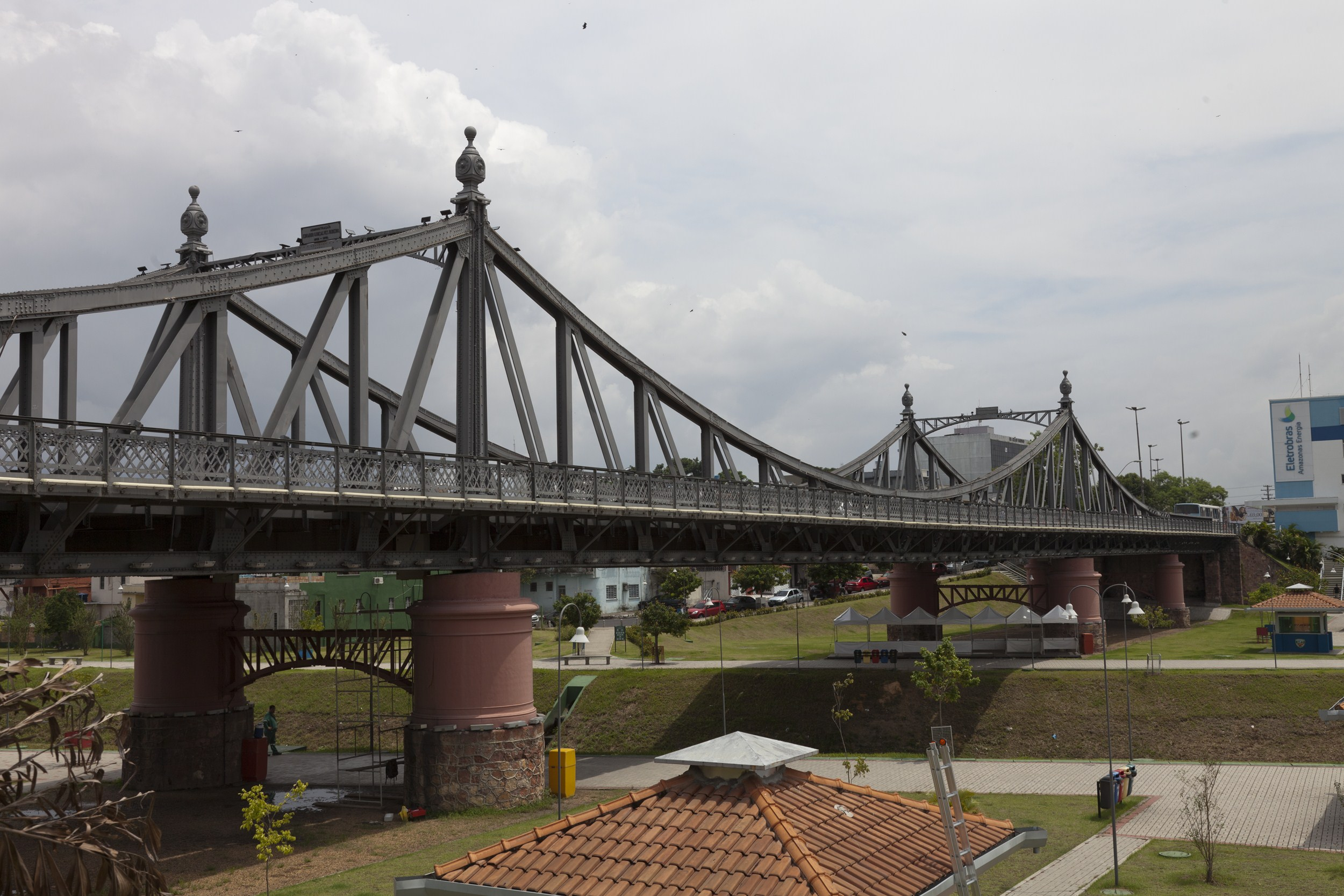
Ponte Benjamin Constant, entre os bairros Cachoeirinha e Centro.

A Zona Sul abrange o maior número de bairros em Manaus, são 25 ao todo. Também abrange os bairros mais antigos da cidade. Seus bairros são:  
Adrianopolis
Aleixo
Betânia
Cachoeirinha
Centro
Chapada
Colônia Oliveira Machado
Crespo
Distrito Industrial I
Educandos
Flores 
Japiim
Morro da Liberdade
Nossa Senhora Aparecida
Nossa Senhora das Graças 
Parque 10 de Novembro 
Petrópolis
Praça 14 de Janeiro
Presidente Vargas
Raiz
Santa Luzia
São Francisco
São Geraldo 
São Lázaro
Vila Buriti

### Centros comerciais
A Zona Sul de Manaus possui dois shopping centers: o Shopping Cecomiz, no Crespo, e o Studio 5 Festival Mall, no Japiim, sendo este último um dos maiores de Manaus.